# Sansevieria caulescens
Espèce
Classification APG III (2009)
Sansevieria caulescens, également appelée Dracaena caulescens, est une espèce de plantes de la famille des Liliaceae et du genre Sansevieria.

## Description
Plante succulente, Sansevieria caulescens est une espèce de sansevières à feuilles de taille moyenne (longueur de 25 à 75 cm ; largeur de 0,6 à 1,3 cm) et lisses, de couleur verte. Elles poussent de manière superposée en spirale, formant un stipe.
Elle a été identifiée comme espèce à part entière en 1915 par le botaniste britannique Nicholas Edward Brown.

## Distribution et habitat
L'espèce est originaire d'Afrique orientale présente au Kenya, en Ouganda et en Tanzanie,.

## Synonymes et cultivars
L'espèce présente des synonymes :
- Sansevieria gracilis (N.E. Brown, 1911)
- Dracaena caulescens

Et deux variétés :
- Sansevieria gracilis var. gracilis (N.E. Brown, 1911)
- Sansevieria gracilis var. humbertiana (Guillaumin, 1940 ; ex Mbugua, 2007)